# Харольд, Кэтрин
Кэтрин Харольд (англ. Kathryn Harrold, род. 2 августа 1950) — американская актриса.
Кэтрин Харольд в основном известна по главным женским ролям в фильмах «Охотник» со Стивом Маккуином и «Без компромиссов» с Арнольдом Шварценеггером. Она сыграла главную роль в романтической комедии «Современный роман» с Альбертом Бруксом, с которым у актрисы позже начались отношения.
На телевидении она снялась в сериалах «Маккграйдер и Лойд» (1985), «Зоопарк в Бронксе» (1987—1988) и «Я улечу» (1991—1993), каждый из которых не просуществовал более двух сезонов. Также она была заметна по ролям в «Шоу Ларри Сандерса», «Надежда Чикаго» и «Отчаянные домохозяйки». В 1994 году она вышла замуж за политолога Лоуренса О’Доннелла, у них есть ребёнок.

## Избранная фильмография
- 1979 — Ночное крыло / Nightwing
- 1980 — Охотник / The Hunter
- 1981 — Современный роман / Modern Romance
- 1981 — Преследование Д. Б. Купера / The Pursuit of D.B. Cooper
- 1982 — Да, Джорджо / Yes, Giorgio
- 1982 — Телепат / The Sender
- 1984 — Разбивающие сердца / Heartbreakers
- 1985 — В ночи / Into the Night
- 1986 — Без компромиссов / Raw Deal
- 1987 — Кого-нибудь любить / Someone to Love
- 2004—2006 — Отчаянные домохозяйки / Desperate Housewives — Хелен Роуленд